# 5969 Рюітіро
5969 Рюітіро (5969 Ryuichiro) — астероїд головного поясу, відкритий 17 березня 1991 року.
Тіссеранів параметр щодо Юпітера — 3,555.
Названо на честь Рюітіро (яп. りゅういちろう(隆一郎) рю:ітіро:).